# Sensuntepeque
Sensuntepeque ist eine Gemeinde und gleichzeitig die Hauptstadt des Departamento Cabañas in El Salvador. Sie liegt etwa 83 Kilometer nordöstlich der Hauptstadt San Salvador auf einer Höhe von 820 Metern. Die Gemeinde hat insgesamt eine Fläche von 306,3 km² und ist in 22 Kantone aufgeteilt, in denen insgesamt 44.546 Einwohner leben (2020).

## Geschichte
In der lokalen Pipil-Sprache bedeutet Sensuntepeque "400 Hügel". Der Name bezieht sich auf die vielen Hügel in der Region. Das Gebiet wurde zuerst vom Volk der Lenca besiedelt. Die Stadt selbst wurde jedoch 1550 als Dorf der Pipilen gegründet. Von den Spaniern kolonisiert, wurde es zu einem evangelikalen Dorf. Am 20. Dezember 1811 erhob sich die Bevölkerung gegen die spanische Kolonialherrschaft. Sie proklamierte 1821, während der Regierung von José María Cornejo (1829–1832), die Unabhängigkeit und erhob ihren Status formell zur Stadt.
Im März 1871 wurde die Stadt von salvadorianischen Liberalen mit Unterstützung der honduranischen Armee überfallen, nachdem Honduras El Salvador den Krieg erklärt hatte.
Im Jahr 1948 hatte die Stadt eine Bevölkerung von etwa 8000 Menschen. Während des Bürgerkriegs in El Salvador (1979–1992) war die Straße zwischen Sensuntepeque und Ilobasco wichtig für die Kommunikation in der Region.

## Wirtschaft
Die Wirtschaft der Stadt basierte in der Kolonialzeit auf der Produktion von Indigo. Heute werden unter anderem Kaffee, Zuckerrohr, Agaven und Getreide angebaut. Industrielle Aktivitäten umfassen Töpferei und Schnapsbrennerei.